# Académie nationale de Metz
L’Académie nationale de Metz est une société savante ayant son siège à Metz, au 20 en Nexirue.
Elle est reconnue d'utilité publique par décret du 5 septembre 1828.

## Historique
La « Société royale », ou « Société d’étude », « des sciences et des arts de la ville de Metz » est créée en avril 1757 et accueillie au collège Saint-Louis du Fort par son prieur, Joseph de Saintignon. En 1759, elle se donne le maréchal-duc de Belle-Isle pour fondateur et protecteur. Officialisée par lettres patentes de Louis XV en juillet 1760, elle existe sous le nom « Société royale des sciences et des arts » jusqu’en août 1793, date à laquelle elle est supprimée par la Convention, comme toutes ses semblables. Elle compta parmi ses membres les Pierre Louis et Charles de Lacretelle, Pierre-Louis Roederer, Antoine Parmentier, Maximilien de Robespierre. Ses concours ont un grand impact ; en seront lauréats Robespierre en 1784, l’abbé Grégoire, qui remporte, en 1787, le « Concours de Metz » lancé sur la manière de rendre les juifs plus utiles et plus heureux, qui aura un grand retentissement .
Reconstituée en 1819, sous le nom de « Société des amis des lettres, sciences et arts », elle commence à publier des comptes rendus de travaux.
En 1823, apparait la tradition de la séance publique annuelle au cours de laquelle sont attribués des prix littéraires, artistiques et scientifiques, ainsi que des prix de mérite. Le bilan des travaux annuels est présenté au public pendant cette cérémonie se déroulant dans les salons de l’hôtel de Ville. L’Académie institue en 1826 des cours industriels publics gratuits pour la promotion des ouvriers.
Une ordonnance du 5 septembre 1828 de Charles X la reconnaît d’utilité publique et elle prend l’appellation d’« Académie royale de Metz ». La série des Mémoires commence cette année-là avec une périodicité irrégulière.
Sa vocation s’affirme plus scientifique que littéraire en raison de la présence à Metz de l’hôpital amphithéâtre d’instruction militaire et de l’École d’application de l’artillerie et du génie. Le mathématicien Jean-Victor Poncelet est un de ses membres les plus illustres.
L’Académie royale de Metz devient « Académie nationale de Metz » en 1848, « Académie impériale de Metz » en 1852 puis « Académie de Metz » en 1871.
À la suite de l’annexion de 1871, l’Académie se replie sur elle-même, restant française par l’esprit et le cœur, notamment grâce à son Secrétaire perpétuel, Eugène Colon. La séance publique est supprimée, les travaux des séances privées sont présentés et publiés en français. Contrainte de se saborder en juillet 1914, l’Académie renaît en 1919 pour connaître une nouvelle éclipse durant la seconde annexion allemande de 1940-1944, un de ses présidents meurt à Dachau.

## Activités

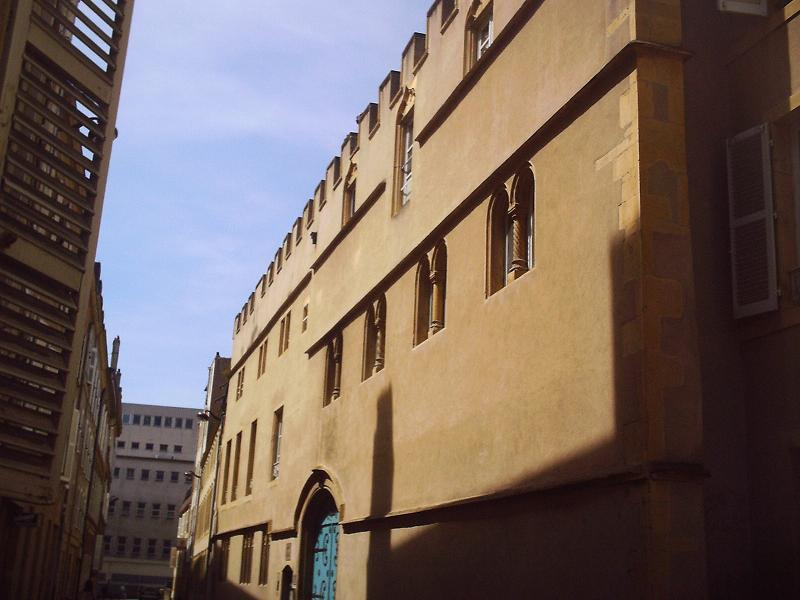
Le siège de l'Académie se situe face à l'hôtel de Gargan en Nexirue.

L'Académie nationale de Metz prépare et publie chaque année, depuis 1970, un volume de la Bibliographie lorraine, qui recense toutes les productions écrites concernant la Lorraine depuis l’invention de l’imprimerie.
Elle comptait en 2001 : 36 membres titulaires, 32 membres associés libres, des membres correspondants, des membres d’honneur et des membres honoraires tous choisis par cooptation. Le préfet de la région Lorraine est statutairement président d’honneur de l’Académie, en sa qualité de successeur du gouverneur de Belle-Isle.
Ses archives antérieures à la Révolution française sont déposées à la bibliothèque municipale de Metz[réf. nécessaire]. Quelques archives sont déposées aux Archives municipales de Metz[réf. nécessaire].
L’Académie possède une riche bibliothèque qui accueille sur rendez-vous étudiants et chercheurs.

## Statuts
L'Académie est composée de 36 membres titulaires, de 32 membres associés libres et de membres correspondants. Elle compte également des membres d'honneur et honoraires. Le préfet de la Région lorraine est statutairement président d'honneur de l'Académie.
L'Académie est membre de la Conférence nationale des académies des sciences, lettres et arts.

## Membres

### Membres actuels
Philippe Walter

### Anciens membres
- Pierre Louis de Lacretelle (1751-1824),
- Pierre-Louis Roederer (1754-1835),
- Charles de Lacretelle (1766-1855),
- Jean-Victor Poncelet (1788-1867)
- Guillaume Piobert (1793-1871)
- Arthur Morin (1795-1880)
- Nicolas Deleau (1797-1862),
- Isidore Didion (1798-1878)
- Charles-Auguste Salmon (1805-1892),
- Félicien de Saulcy (1807-1880)
- François Édouard Virlet (1810-1889)
- Ernest Auricoste de Lazarque (1829-1894),
- Henri Jeandelize (1832-1914),
- Léon Simon (1836-1910), président de l'Académie de Metz,
- Élie Fleur (1864-1957),
- Jean-Julien Barbé (1868-1950),
- Henri Navel[5] (1878-1963)
- Pierre Braun (1881-1922),
- Nicolas Théobald (1903-1981) élu en 1937,
- Andrée Tétry (1907-1992)[6]
- Robert Weil (1912-1992),
- François-Yves Le Moigne (1935-1991), membre de l'Académie depuis 1968.

### Membres d'honneur
- 1759 : Charles Louis Auguste Fouquet de Belle-Isle (1684-1761), gouverneur de la province des Trois-Évêchés, fondateur et protecteur de la Société royale.
- 1760 : Charles François Le Goullon (1691-1774), procureur général au parlement de Metz, il participe à de nombreux évènements importants de l'histoire de la ville. Il est nommé membre honoraire l’année de l’établissement de la Société royale des sciences et des arts.
- 1761 : Jean-Baptiste-Louis-Théodore de Tschoudi, baron, seigneur de Colombey, littérateur et horticulteur, il préside plusieurs années l’académie.
- 1769 : Claude-François Bertrand de Boucheporn (1741-1794), avocat général au parlement de Metz (1768), intendant de Corse (1775-1785), intendant de Pau et Bayonne puis Auch (de 1785 à la Révolution), guillotiné sous la Terreur, à Toulouse, le 2 ventôse an II (20 février 1794)
- Antoine Parmentier
- Maximilien de Robespierre
- Paul Odent (1811-1885), président d'honneur de l'Académie impériale de Metz ;
- Robert Schuman
- Maurice Genevoix

## Publications
- Mémoires de l’Académie nationale de Metz, publiés depuis 1827, disponibles en ligne[7].